# Zhang Bangchang
Zhang Bangchang  (張邦昌; Zhāng Bāngchāng), född 1081, död 1127, var en kinesisk kejsare 1127 under den kortlivade Chudynastin.
Zhang Bangchang var en officer under Songdynastin (960–1279). Efter att den jurchenstyrda Jindynastin (1115–1234) under 1127 hade erövrat norra delven av Songdynastin deserterade Zhang Bangchang till Jindynastin. För att tillämpa principen att "använda kineser att styra kineser" tillsattes under sommaren 1127 Zhang Bangchang som kejsare för den nybildade Chudynastin vars territorium var det nyligen erövrade landområdet mellan Gula floden och Huaifloden.
För att stärka sin legitimitet utnämnde Zhang Bangchang den tidigare Songkejsaren Zhezongs kejsarinna Meng till änkekejsarinnan Yuanyou. Lite mer än en månad efter att han tillträtt som kejsare överlämnade sig Zhang Bangchang till Songdynastins kejsare och bad om nåd. Zhang Bangchang blev fördömd som förrädare och avled kort därefter i exil.